# Bernardo Cerezo
Bernardo Humberto Cerezo Rojas (Taltal, Región de Antofagasta, Chile, 21 de enero de 1995) es un futbolista chileno. Juega de defensa y su equipo actual es el Ñublense de la Primera División de Chile.

## Trayectoria
Comenzó jugando de manera amateur en Taltal y Vallenar, siendo parte de torneos regionales, hasta que a los quince años sería captado por veedores de la Universidad de Chile partiendo a las divisiones inferiores del club azul. Con el cuadro universitario debutaría a los diecisiete años en un partido frente al Santiago Wanderers por Copa Chile 2012/13, jugando la mayoría de los partidos de la fase de grupo de aquella competición.
Luego de su debut como profesional no vería mayor acción en el primer equipo, solo sería noticia por una fiesta que se salió de control en Temuco y que era liderada por el ese entonces seleccionado nacional de Chile, Charles Aranguiz. A mediados de 2015, pese a ser previamente seguido por el AC Milan, partiría a Deportes Santa Cruz donde sería el capitán y unas de las figuras que pelearía el ascenso durante aquella temporada.
Para la Temporada 2016/17 nuevamente cambiaría de club, esta vez a Deportes La Serena, donde sería uno de los jugadores destacados del club lo que le valdría llegar al Santiago Wanderers para la siguiente temporada donde sería parte de la obtención de la Copa Chile 2017.
Su club viviría un descenso a finales de la temporada anterior y se mantendría en la institución para asumir la Primera B 2018 además de jugar la Copa Libertadores donde convertiría su primer gol en competencias internacionales frente a Independiente Santa Fe en la derrota de su equipo por dos goles contra uno en la fase 3 de dicha competencia.

## Selección nacional
Fue internacional con la Selección de fútbol sub-20 de Chile con la que disputó el Campeonato Sudamericano Sub-20 de 2015 donde jugaría cuatro partidos donde su equipo quedaría colista en su grupo. También fue sparring de la Selección de fútbol de Chile.

## Estadísticas

### Clubes
| Club                         | Div.          | Temporada     | Liga  | Liga  | Copas nacionales | Copas nacionales | Torneos internacionales | Torneos internacionales | Total | Total |
| Club                         | Div.          | Temporada     | Part. | Goles | Part.            | Goles            | Part.                   | Goles                   | Part. | Goles |
| ---------------------------- | ------------- | ------------- | ----- | ----- | ---------------- | ---------------- | ----------------------- | ----------------------- | ----- | ----- |
| Universidad de Chile · Chile | 1ª            | 2012          | —     | —     | 4                | 0                | —                       | —                       | 4     | 0     |
| Universidad de Chile · Chile | 1ª            | 2013          | 1     | 0     | —                | —                | —                       | —                       | 1     | 0     |
| Universidad de Chile · Chile | 1ª            | 2013-14       | —     | —     | 2                | 0                | —                       | —                       | 2     | 0     |
| Universidad de Chile · Chile | 1ª            | 2014-15       | —     | —     | 1                | 0                | —                       | —                       | 1     | 0     |
| Universidad de Chile · Chile | Total club    | Total club    | 1     | 0     | 7                | 0                | 0                       | 0                       | 8     | 0     |
| Deportes Santa Cruz · Chile  | 3ª            | 2015-16       | 31    | 5     | —                | —                | —                       | —                       | 31    | 5     |
| Deportes Santa Cruz · Chile  | Total club    | Total club    | 31    | 5     | 0                | 0                | 0                       | 0                       | 31    | 5     |
| Deportes La Serena · Chile   | 2ª            | 2016-17       | 26    | 1     | 4                | 0                | —                       | —                       | 30    | 1     |
| Deportes La Serena · Chile   | Total club    | Total club    | 26    | 1     | 4                | 0                | 0                       | 0                       | 30    | 1     |
| Santiago Wanderers · Chile   | 1ª            | 2017          | 11    | 0     | 8                | 1                | —                       | —                       | 19    | 1     |
| Santiago Wanderers · Chile   | 2ª            | 2018          | 26    | 1     | 3                | 0                | 4                       | 1                       | 33    | 2     |
| Santiago Wanderers · Chile   | 2ª            | 2019          | 23    | 1     | 3                | 0                | —                       | —                       | 26    | 1     |
| Santiago Wanderers · Chile   | 1ª            | 2020          | 31    | 0     | —                | —                | —                       | —                       | 31    | 0     |
| Santiago Wanderers · Chile   | Total club    | Total club    | 91    | 2     | 14               | 1                | 4                       | 1                       | 109   | 4     |
| Ñublense · Chile             | 1ª            | 2021          | 29    | 3     | 5                | 0                | —                       | —                       | 34    | 3     |
| Ñublense · Chile             | 1ª            | 2022          | 22    | 3     | 4                | 1                | 1                       | 0                       | 27    | 4     |
| Ñublense · Chile             | 1ª            | 2023          | 0     | 0     | 0                | 0                | 0                       | 0                       | 0     | 0     |
| Ñublense · Chile             | 1ª            | 2024          | 0     | 0     | 0                | 0                | 0                       | 0                       | 0     | 0     |
| Ñublense · Chile             | Total club    | Total club    | 51    | 6     | 9                | 1                | 1                       | 0                       | 61    | 6     |
| Total carrera                | Total carrera | Total carrera | 249   | 60    | 26               | 1                | 5                       | 1                       | 229   | 16    |
| 1. 2. 3.                     |               |               |       |       |                  |                  |                         |                         |       |       |

### Resumen estadístico
| Competición               | Partidos | Goles |
| ------------------------- | -------- | ----- |
| Primera División          | 12       | 0     |
| Primera B                 | 72       | 3     |
| Segunda División          | 31       | 5     |
| Copa Chile                | 24       | 1     |
| Supercopa de Chile        | 1        | 0     |
| Copa Libertadores         | 4        | 1     |
| Selección de Chile Sub-20 | 4        | 0     |
| Total                     | 148      | 10    |

## Palmarés

### Títulos nacionales
| Título     | Club                 | País  | Año     |
| ---------- | -------------------- | ----- | ------- |
| Copa Chile | Universidad de Chile | Chile | 2012/13 |
| Copa Chile | Santiago Wanderers   | Chile | 2017    |
| Primera B  | Santiago Wanderers   | Chile | 2019    |

### Distinciones individuales
| Distinción                 | Año  |
| -------------------------- | ---- |
| Medalla Cruce de Los Andes | 2017 |
| Premio Juan Olivares       | 2019 |